# ヘアー (ミュージカル)

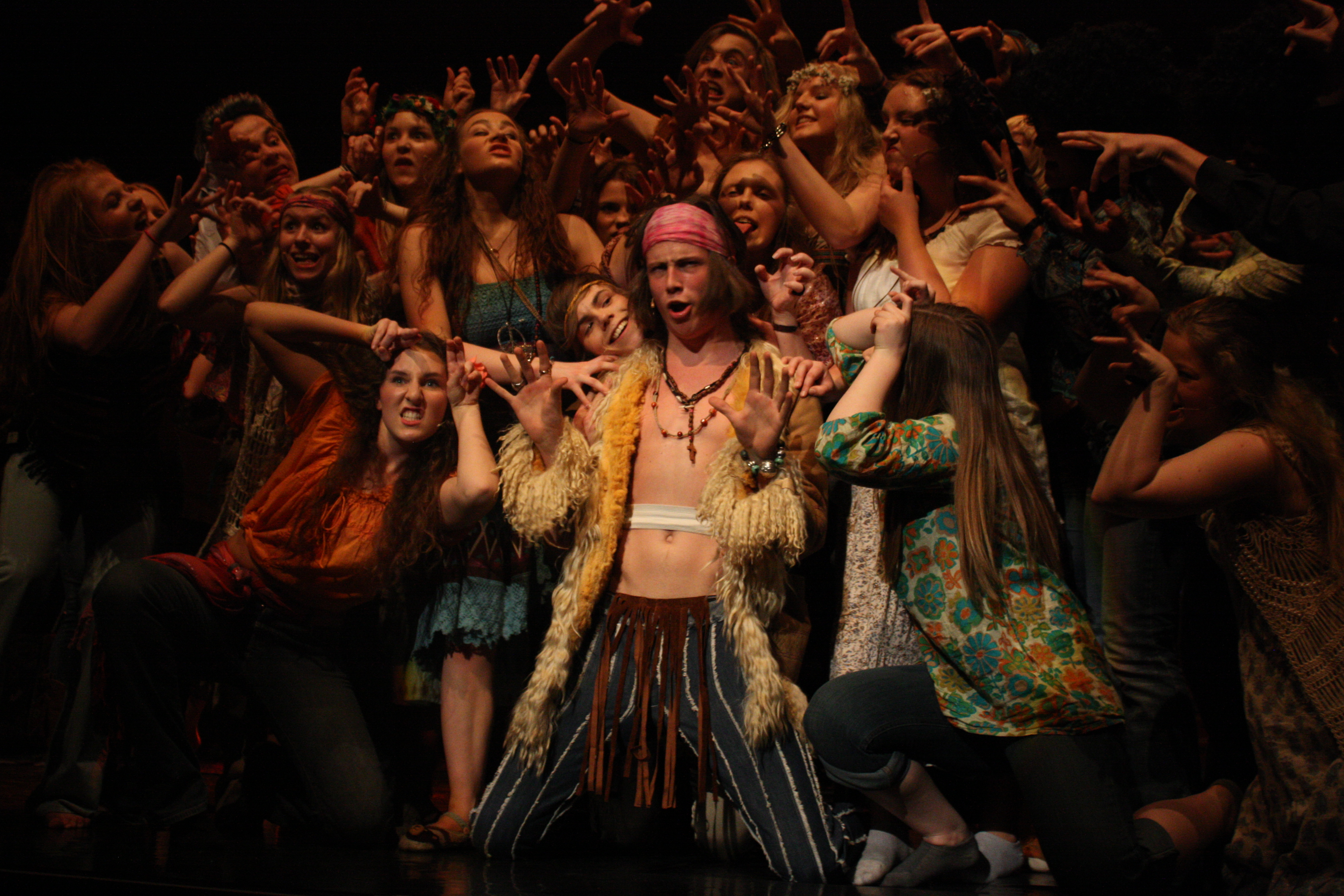
「ヘアー (ミュージカル)」のノルウェー公演（2011年）

『ヘアー』（Hair）は、主に1960年代後半から1970年代初頭にかけて上演されたミュージカル。オフ・ブロードウェイでの初演は1967年、ブロードウェイでの初演は翌1968年。2009年3月からブロードウェイでリバイバル上演されている。
脚本・作詞はジェームズ・ラド（James Rado）とジェローム・ラグニ（Gerome Ragni）の2人、音楽はガルト・マクダーモット（Galt MacDermot）。
ブロードウェイにロックを持ち込んだ最初のミュージカルであることから、ロック・ミュージカルの元祖などと呼ばれる。

## 概要
舞台は、ベトナム戦争中のアメリカ。多くの若者が戦場に召集されていた。ニューヨークのヒッピーたちは自由な生活を謳歌していたが、その中の1人クロードに召集令状が届く。
そして戦争に行かないよう、仲間たちから説得されるが……。
若者サイドからの強い反戦のメッセージに加えて、当時のヒッピー文化をリアルに伝える作品となっている。ラブ&ピース、ビーズ&フラワーズ、ビー・イン（Be in）と呼ばれたヒッピーたちの集会、マリファナやLSDなどの麻薬によるサイケデリック体験・トリップ感覚、フリーセックス、インド精神哲学の流行（クリシュナ信仰）などがそれである。またタイトルにもなっている、Hair（髪）を長く伸ばすのも特徴だった。
原題には“The American Tribal Love-Rock Musical”というサブタイトルがあり、劇中でのヒッピー仲間のことを tribe（部族・種族） と呼んだ。
アメリカの若い俳優であるラドとラグニの2人によって作られたこの作品は、1967年ニューヨークのパブリック・シアターで上演され、評判を得て68年にブロードウェイへ進出した。以後、72年までのロングヒットランとなる。ロック音楽とミュージカルの融合という斬新さ、無軌道な若者たちが繰り広げる劇（中には全裸シーンも登場する）は十分前衛的であったが、当時のヒッピームーブメントと、長引くベトナム戦争への反戦の空気も相まって、世界各国で上演されるヒット作となった。

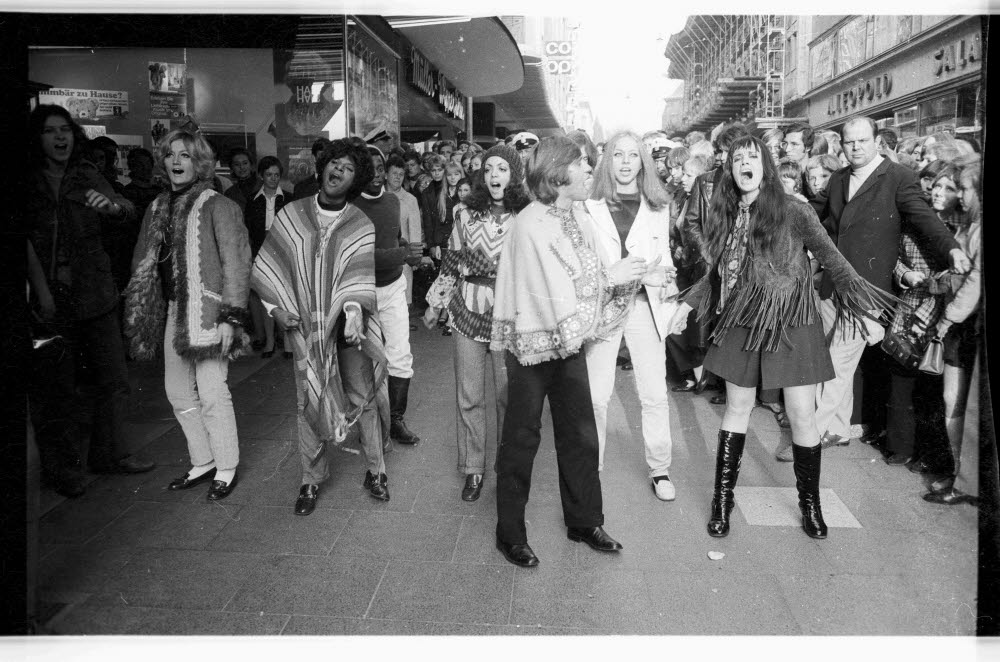
ドイツのプロモーション（1969年）
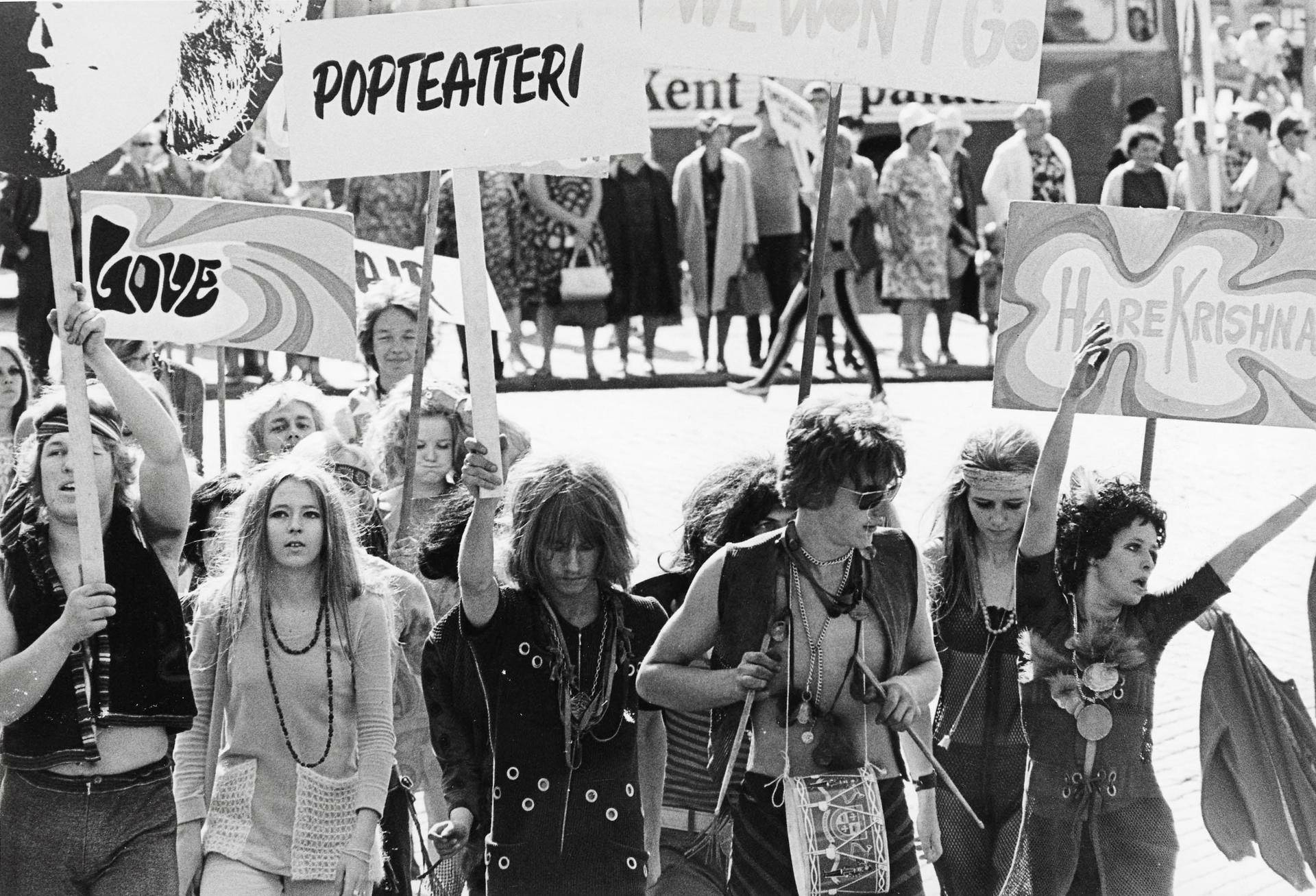
フィンランド・ヘルシンキのプロモーション（1969年）
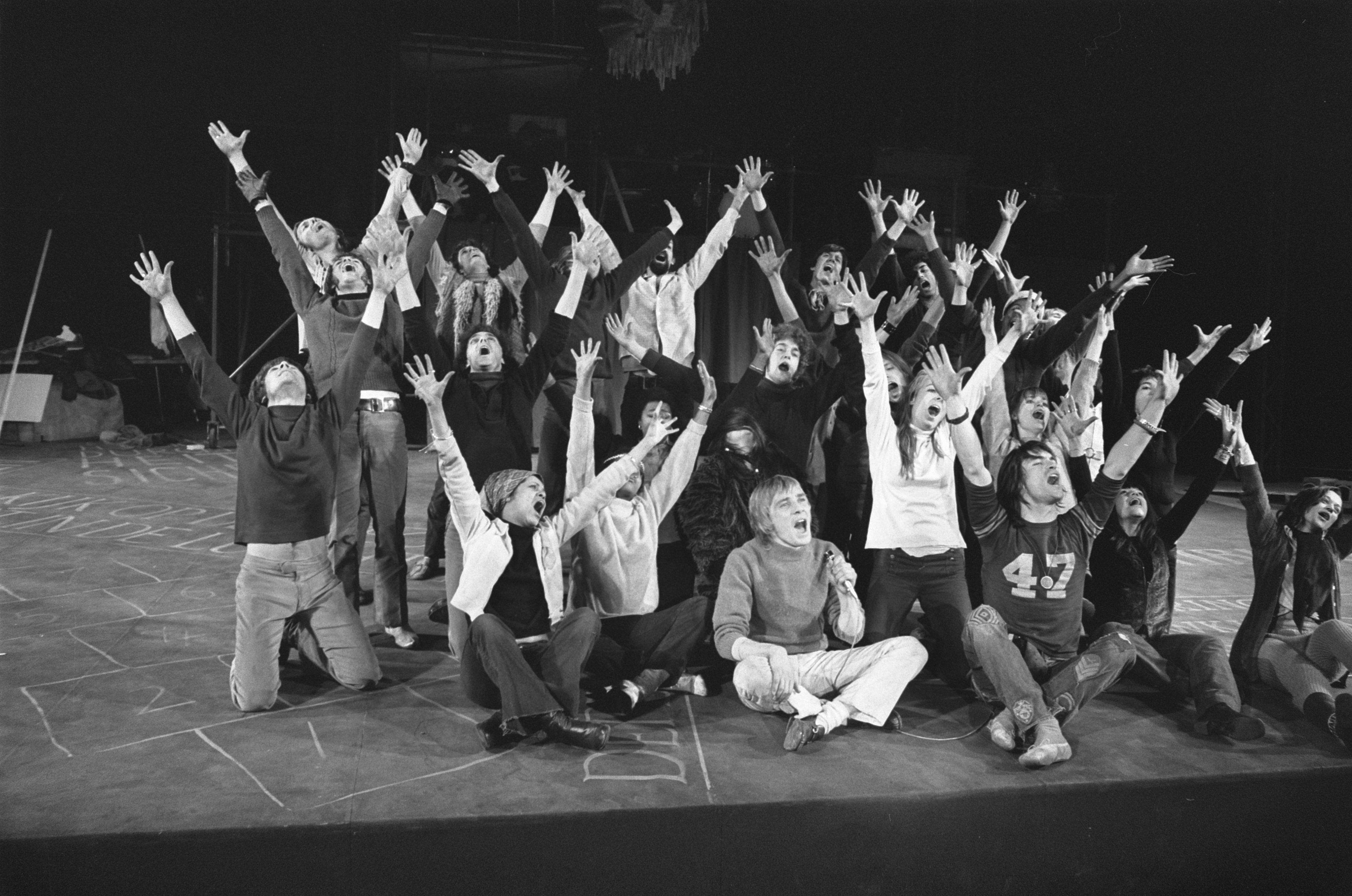
オランダ・アムステルダム公演（1969年）
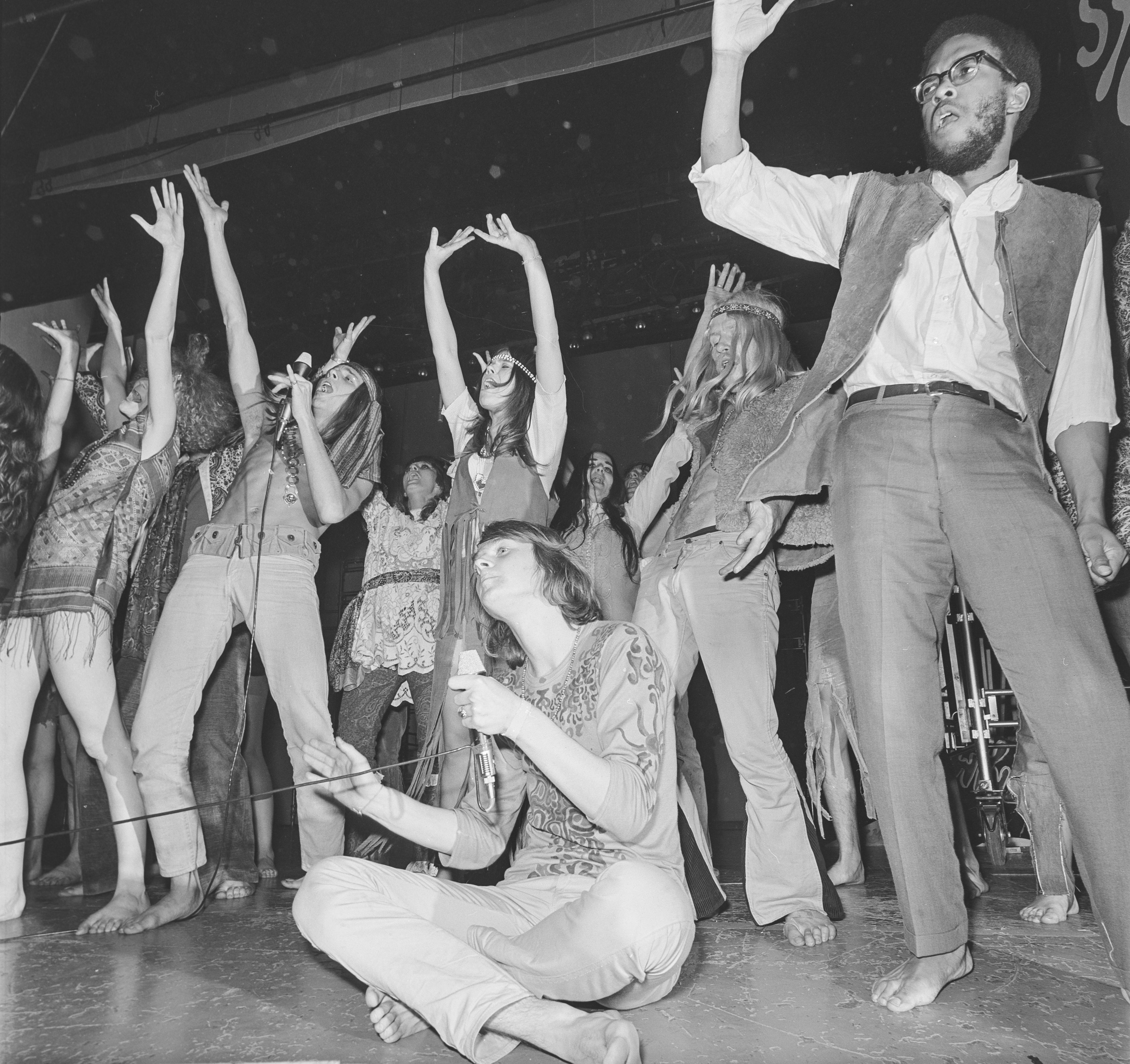
スウェーデン公演（1969年）
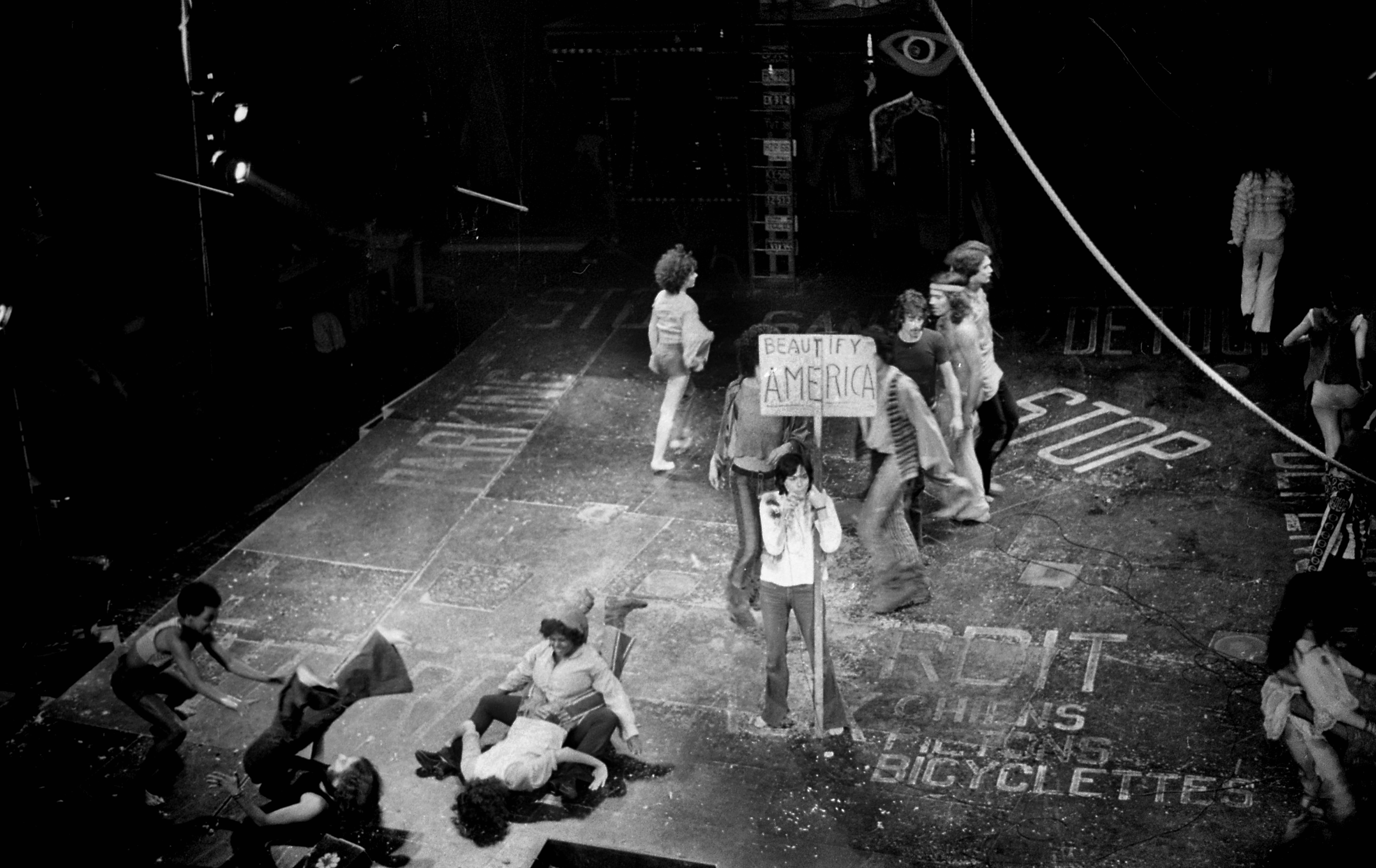
フランス・パリ公演（1971年）

劇の最初と最後の曲をメドレーにしたフィフス・ディメンションの「Aquarious〜Let The Sunshine In / 輝く星座」は、1969年4月から6週連続全米1位を獲得し、翌1970年に第12回グラミー賞の最優秀レコード賞と最優秀ポップ・パフォーマンス賞に選ばれた。
1979年には、ミロス・フォアマン監督によって映画化された。
2007年9月22日～24日の3日間、セントラル・パーク内のデラコルテシアターにて、「ヘアー」40周年記念を祝うコンサート・バージョンの無料公演が行われた。演出はダイアン・パウラス。その後のブロードウェイ・リバイバル版キャストも多数参加している。アンコールの「Let the Sunshine In」では初演時のキャストがステージ上に加わった。観劇チケットを求め、大行列が出来た。翌年には同シアターにて、2008年7月22日～9月14日の期間限定の無料公演として、パブリックシアター主催、パウルス演出、キャロル・アーミタージュ振付によるフルバージョンが上演。その後、このパブリック・シアター制作によるリバイバル版「ヘアー」はブロードウェイへ進出。アル・ハーシュフェルド劇場にて、2009年3月6日よりプレビュー開始、同年3月31日初演。クロード役に
ギャヴィン・クリール(Gavin Creel)、バーガー役にウィル・スウェンソン(Will Swenson)など。それぞれトニー賞主演男優賞、助演男優賞にノミネートされた。

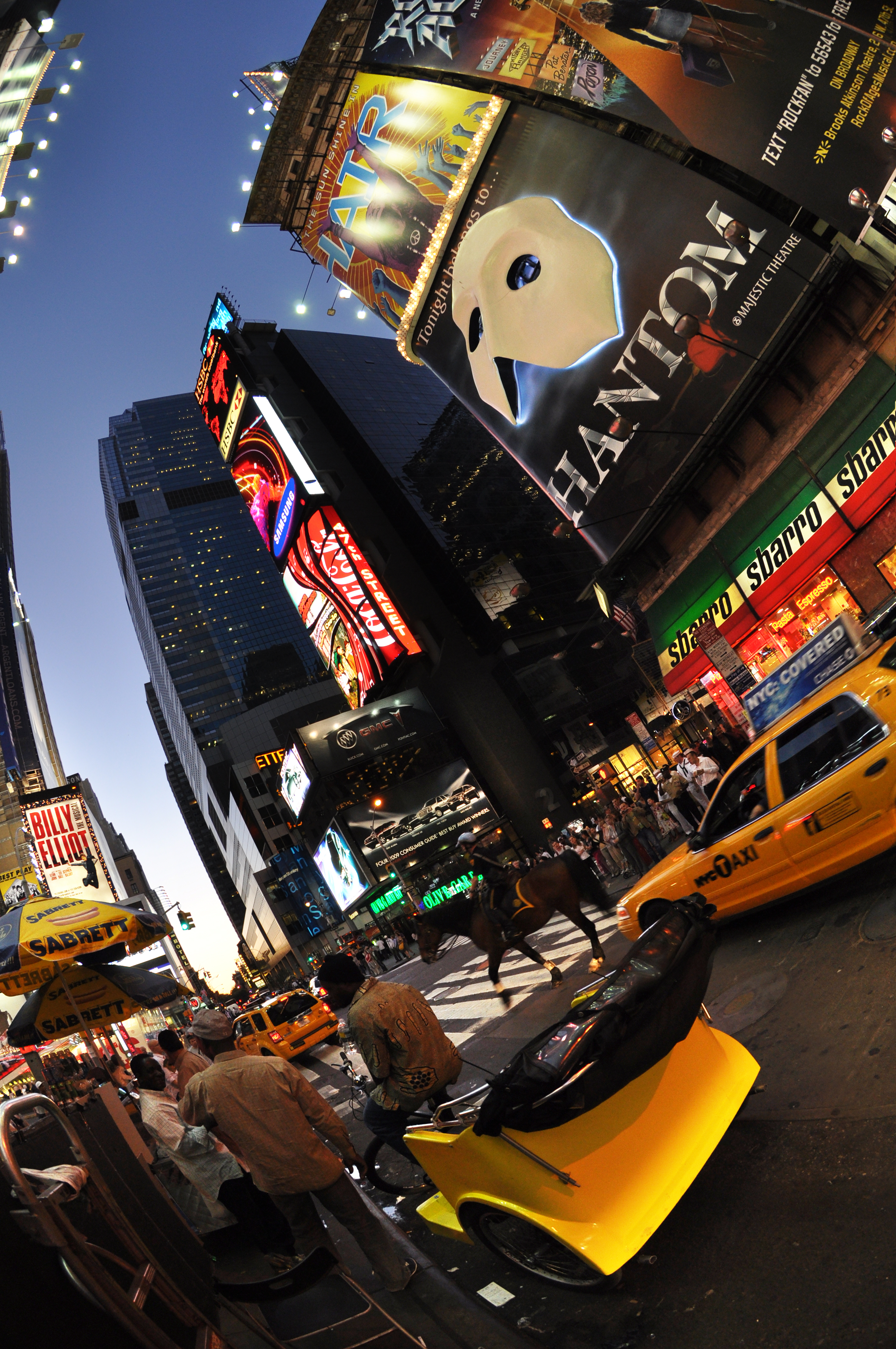
タイムズスクエア（2009年）

2009年ブロードウェイ・リバイバル版「ヘアー」は好評を博し、第63回トニー賞8部門ノミネート、最優秀リバイバル・ミュージカル作品賞獲得。第54回ドラマ・デスク賞最優秀リバイバル・ミュージカル作品賞獲得。第75回ドラマ・リーグ賞最優秀リバイバル・ミュージカル作品賞獲得。同リバイバル版キャストアルバムCDは第52回グラミー賞最優秀ミュージカルショー・アルバム部門にノミネートされた。
同リバイバル版は、ほぼすべてのブロードウェイキャストを引き連れ、ロンドンのギールグッドシアターにて、ウエスト・エンド上演を果たす。2010年4月1日プレビュー開始、同年4月14日初演。プロデューサーは、キャメロン・マッキントッシュと共にパブリック・シアターと、ブロードウェイ・アクロス・アメリカ。
2010年10月21日～2012年1月29日には、アメリカナショナルツアー公演が行われた。2013年1月8日～5月5日まで2ndナショナルツアーとして、アメリカ国内およびカナダを巡演したのち、2013年5月29日～6月9日には渋谷ヒカリエ内東急シアターオーブにて初の来日公演が決定している。

## 日本でのヘアー
日本に「ヘアー」を持ち込んだのは、川添象郎である（当時は川添象太郎）。初演は1969年12月、渋谷東横劇場。
人気グループ・サウンズであった「ザ・タイガース」を脱退していた加橋かつみをクロード役に、またドイツでバーガー役を演じていた日本人俳優の寺田稔を同役で招き、他のキャストは一般公募でオーディションを行った。1969年9月4日の公募オーディションにはフリーランスや劇団員の俳優、グループ・サウンズのミュージシャン(バンド全体参加やソロ、解散から演奏先を探していたソロミュージシャンなど)、フォーク歌手にタレント志望アマチュアなど、大挙して押し寄せる事態となり新聞等で報道され、対応が後手にまわり急遽オーディション日の追加を当日に決定している。
当初、日本語版の脚本は寺山修司に依頼され、オリジナルにあるベトナム戦争のかわりに日本の差別問題さらには天皇制を題材にする刺激的な内容であったが、「原作との大幅な違い」と理由に寺山は解雇される。結局、英語版からの逐語訳に近い形で、前出の3人（川添、加橋、寺田）が訳詞を新たに作ることとなった。初回公演を見た四方田犬彦は、「伝え聞いていた寺山版だったらどれほどか面白かっただろうにと、私は想像した」という印象を記している。
メディアの注目度も高かったが、1970年2月、東京公演終了後に、川添と加橋が大麻取締法違反容疑で逮捕されるという事件が起きる。これにより、その後に控えていた大阪公演が中止された。
その後、当時のキャストによるレコードが発売されている。

### スタッフ
- 演出：ジム・シャーマン（英語版）
- 音楽監督：ダニー・ハート
- 専任プロデューサー：川添象太郎
- 制作：寺川知男
- 装置：中嶋八郎
- 照明：相馬清恒
- 衣裳：ジャン・ブッキャン、柳原昌好
- 舞台監督：久保雅司
- 原作翻訳：寺田稔、小野康彦、野村威温
- 原詩翻訳：川添象太郎、加橋かつみ

### キャスト
- バーガー：寺田稔、深水龍作
- クロード：加橋かつみ、クロード芹沢
- シェイラ：芝美紀子、松本洋子
- ウーフ：大野真澄、堀内麻九、ポール岡田
- ジェニー：山田泰美、青野美穂
- クリシー：三宅光子、広城さよ
- バッド：アイザック・クレイ、チェット・フォーチュン
- トライブ（部族）
  - 男の子達：シー・ユー・チェン、小坂忠、ボブ・エティエン、高田真理、宮下文夫、相良好章、諸岡均、ポール岡田、西村泰
  - 女の子達：荻かづこ（安藤和津）、山村真理、グレタ・スチュワート、坂本めぐみ、増田光子、シシリア・ノーフリート、海藤和、宮浦みどり

### 演奏
- ドラム / リーダー：石川晶
- ベース：江藤勲
- ギター1：杉本喜代志
- ギター2：水谷公生
- オルガン：柳田博義
- トランペット：鈴木武久、伏見哲夫
- バリトンサックス：鈴木重男
- パーカッション：川原正美

### 自主公演
本公演でバーガー役を演じた深水龍作が、1970年に名古屋・京都・東京で無許可公演を挙行した。1973年には札幌でも、63 days dramatic company により上演されている。

### 1980年の公演
奈良橋陽子の演出により、PARCO西武劇場などで上演された。音楽監督はタケカワユキヒデ、演奏はTALIZMANが担当。荒川務、桝川譲治、時任三郎などが出演。

## 代表的な曲
- Aquarius/Let the Sunshine In（フィフス・ディメンションの代表曲）
- Donna
- Manchester England
- Ain't Got No
- I Got Life
- Hair(曲)（英語版）
- Frank Mills
- Hare Krishna（英語版）
- Where Do I Go?
- Electric Blues
- Walking in Space
- Three-Five-Zero-Zero（英語版）
- What a Piece of Work Is Man
- Good Morning Starshine（英語版）
- Flesh Failures (Let the Sunshine In)
- Easy to be hard（英語版）

## 映画
1979年に公開された。監督はミロス・フォアマン、プロデューサーはレスター・パースキーとマイケル・バトラー、脚本はマイケル・ウェラー、音楽はガルト・マクダーモットである。クロード役はジョン・サヴェージ、バーガー役はトリート・ウィリアムズ、シーラ役はビヴァリー・ダンジェロである。

## 書目
- Davis, Lorrie and Rachel Gallagher. Letting Down My Hair: Two Years with the Love Rock Tribe (1973) A. Fields Books ISBN 0-525-63005-8
- Horn, Barbara Lee. The Age of Hair: Evolution and the Impact of Broadway's First Rock Musical (New York, 1991) ISBN 0-313-27564-5
- Johnson, Jonathon.  Good Hair Days: A Personal Journey with the American Tribal Love-Rock Musical Hair (iUniverse, 2004) ISBN 0-595-31297-7
- Miller, Scott.  Let the Sun Shine In: The Genius of Hair (Heinemann, 2003) ISBN 0-325-00556-7
- Wollman, Elizabeth Lara, The Theatre Will Rock: A History of the Rock Musical from Hair to Hedwig (University of Michigan Press, 2006) ISBN 0-472-11576-6